# Alice Evans
Alice Jane Evans (2 augustus 1971) is een Britse actrice.
Evans werd geboren als de dochter van twee (Britse) onderwijzers in Summit, New Jersey in de Verenigde Staten en groeide op in Bristol (Verenigd Koninkrijk). Ze studeerde Frans en Italiaans aan het University College in Londen, waarna ze naar Parijs ging om te leren acteren. Evans heeft mede daarom zowel Italiaans-, Frans- als Engelstalige filmrollen achter haar naam.
Evans trouwde in september 2007 met de Welshe acteur Ioan Gruffudd, met wie ze samen in 102 Dalmatians speelde. Naast film- en televisiewerk, schrijft ze een column in de Engelse editie van het tijdschrift Glamour.

## Filmografie
- The Originals (2014-2015)
- The Vampire Diaries (2011-2012)
- Reunion (2009)
- Agent Crush (2008, stem)
- Save Angel Hope (2007)
- Who You Know (2007)
- Dangerous Parking (2007)
- The Christmas Card (2006, televisiefilm)
- Hollywood Dreams (2006)
- Four Corners of Suburbia (2005)
- Fascination (2004)
- Blackball (2003)
- Hard Labour (2003)
- Ma femme... s'appelle Maurice (2002)
- The Abduction Club (2002)
- 102 Dalmatians (2000)
- Une pour toutes (1999)
- Mauvaise passe (1999)
- Monsieur Naphtali (1999)
- Rewind (1998)